# Erik Crone (modstandsmand)
 Der er flere personer med dette navn, se Erik Crone.
Erik Crone (25. september 1919 i Aarhus – 27. februar 1945 i Ryvangen) var en dansk studerende og frihedskæmper.

## Opvækst, modstand og internering
Erik Crone var søn af oberst Gustav Crone og den skotskfødte Dorothy Victoria de la Cour, hvis slægt var dansk. Han var stud.polit., kornet, senere løjtnant af reserven, redaktør og ejer af et reklamebureau, Gardan & Crone på Amagertorv. Hans debut som modstandsmand skete i maj 1942, hvor han grundlagde bladet Antinazisten. Bladet var antinazistisk fra et nationalkonservativt standpunkt. Crone oplevede en velhavende barndom og ungdom, hvor den formue, som moderen havde bragt ind i ægteskabet, tillod ham at leve et liv som boheme. I november 1943 blev han tilknyttet det illegale blad Folk og Frihed og gik samtidig ind i Studenternes Efterretningstjeneste, hvor han blev halvdelingsfører. For sin bladvirksomhed blev han arresteret i februar 1944 og indsat i Horserødlejren sammen med andre fra Studenternes Efterretningstjeneste. Han blev løsladt 28. maj efter fire måneder.

## Illegale våbensendinger og attentatet ved Skovriderkroen
I efteråret 1944 blev Erik Crone sammen med shippingmanden Knud Skou, som også var reserveofficer, involveret i den illegale transport af 3000 svenske Husqvarna-maskinpistoler til Danmark. Disse våben blev kernen i en langvarig og bitter strid mellem den militære og den civile del af modstandsbevægelsen. Våbnene blev købt for statsmidler efter aftale mellem den illegale ”Lille Generalstab” og den designerede statsminister, Vilhelm Buhl. For ikke at bringe Buhl i vanskeligheder, hvis købet blev offentligt kendt, var det skibsreder A.P. Møller som stillede sikkerhed for det svenske banklån, som finansierede handelen. Aftalen mellem Generalstaben og Buhl var, at våbnene skulle fordeles med halvdelen til Generalstabens såkaldte O-grupper og halvdelen til de civile modstandsorganisationer. Frihedsrådets militære udvalg, K-udvalget, havde imidlertid en anden mening om våbnenes fordeling, og fik den opfattelse, at der skete en forfordeling til fordel for O-grupperne, hvilket førte til striden mellem generalstaben og Frihedsrådet. I 1960´erne blussede striden op igen i forbindelse med udgivelsen af Jørgen Hæstrups bog Hemmelig Alliance. Nyere undersøgelser synes at vise, at der ikke var grundlag for mistanken om at den civile del af modstandsbevægelsen blev forfordelt. 
De svenske våben blev sejlet til København på skibe chartret af Søværnets illegale transportorganisation. Ét af disse skibe var M/S Vanjan, som Knud Skou var korresponderende reder for. Skibet indgik i en transportorganisation oprettet af Studenternes Efterretningstjeneste og sejlede i alt ca. 200 af de svenske våben til København. Første sending med M/S Vanjan ankom 29. oktober 1944 og omfattede ti kasser à fem maskinpistoler. Indtil den 13. november gennemførte skibet endnu to eller tre sejladser med våben. Det var aftalt med kaptajn Svend Schjødt-Eriksen fra generalstaben, at hæren skulle stå for modtagelse samt den videre transport og fordeling af våbnene, men angiveligt på grund af svigt i kommunikationen med hærens transportorganisation valgte Erik Crone og Knud Skou selv at stå for opgaven.
Dette førte til rygter i illegale kredse om, at de forsøgte at ”stjæle” våbnene. Rygterne var delvis sande, idet de havde besluttet at tage nogle kasser ud af hver sending, fordi de frygtede, at den aktive modstandsbevægelse ellers ikke ville få del i våbnene. De våben, som Crone og Skou stak til side, skulle gå til deres egen organisation, Studenternes Efterretningstjeneste, og til modstandsgruppen Holger Danske.
Samtidig med rygterne om våbentyverier, verserede der også rygter om, at Skou var nazist, havde været på ”førerskole” i Tyskland og var involveret i stikkervirksomhed. Disse rygter baserede sig bl.a. på, at Skou trods sin deltagelse i modstandsbevægelsen opretholdt et gammelt venskab med frikorps-officeren Kjærgaard-Rasmussen. Rygterne blev tilbagevist efter krigen.
I sidste halvdel af november 1944 blev der udstedt en likvideringsordre på Crone og Skou til Holger Danske, hvis likvideringsgruppe arrangerede et møde med de to på Skovriderkroen i Charlottenlund den 23. november 1944. Da de mødte op, blev de beskudt af to mænd, deriblandt Erling Reck-Magnussen (kaldet "Gustav"). Skou blev dræbt på stedet, mens Crone blev ramt i skulderen og formåede af flygte.
Det er senere blevet påstået, at det var kaptajn Schjødt-Eriksen, som udstedte likvideringsordren på Crone og Skou. Dette benægter Schjødt-Eriksen i sin erindringsbog, idet han dog medgiver, at han svagt erindrer at have videregivet en besked om at Skou var stikker, en besked om han modtog via den hemmelige telefonforbindelse til Sverige kaldet Pilken. Denne besked blev – ifølge Schjødt-Eriksen – videregivet til professor Erik Husfeldt, medlem af Frihedsrådet. Da der nogle dage senere – igen via Pilken – kom en meddelelse om, at oplysningen om Skous stikkervirksomhed var forkert, blev også denne besked videregivet til Husfeldt, men da var attentatet på de to allerede en kendsgerning.
Det er således fortsat uklart hvem der udstedte likvideringsordren på Crone og Skou, og på hvilket grundlag den blev udstedt. Det er også uklart, om likvideringsordren omfattede dem begge eller kun Skou, således, at Crone kun blev ramt fordi han var i selskab med Skou.

## Anholdelse og henrettelse
Erik Crone nåede kun at leve nogle måneder til, førend han arresteret af Gestapo.
Han blev stukket af en dansk Gestapo-meddeler, Erik William Petersen kaldet "Gottfried", og dernæst lokket til et møde med Anna Lund Lorenzen fra Lorenzen-gruppen, hvis farlighed han ikke havde nogen anelse om. Den 19. december 1944 mødtes han med Anna Lund Lorenzen på en bro i København (både Stormbroen og Tietgensbroen nævnes) og blev anholdt af HIPO-folk og indsat i Vestre Fængsel, hvorfra han en måned senere blev flyttet til Shellhuset. I februar satte Gestapo hårdt mod hårdt og begyndte at anvende tortur, samtidig med at Crones stikker fortsat leverede oplysninger, som kompromitterede Crone. Den 26. februar blev han dømt til døden ved en tysk krigsret, og dagen efter skrev han sit afskedsbrev og blev sammen med ni andre henrettet i Ryvangen samme dag om aftenen.
Efter befrielsen blev hans lig fundet og genbegravet i Mindelunden i Ryvangen.
Sommeren 1945 blev manden, der havde stukket Crone, nazisten Erik William Petersen, likvideret af modstandsfolk.